# Holarki
En holarki är en koppling mellan holoner, där en holon är både en del och en helhet. Arthur Koestler myntade termen i sin bok The Ghost in the Machine från 1967. 
En holarki beskrivs ofta som en typ av hierarki, men definitionen av en hierarki är att det finns en absolut topp och botten. Detta är inte logiskt möjligt med en holon, eftersom den är både en helhet och en del. Det "hierarkiska förhållandet" mellan holoner på olika nivåer kan lika gärna beskrivas med "inne och ute" som med "upp och ner" eller vänster eller höger. Mer generellt kan man säga att holoner på en nivå består av eller är beståndsdelar av holoner. Detta kan demonstreras i det holarkiska förhållandet (subatomära partiklar ↔ atomer ↔ molekyler ↔ makromolekyler ↔ organeller ↔ celler ↔ vävnader ↔ organ ↔ organismer ↔ gemenskaper ↔ samhällen), där varje holon är en "nivå" av organisation och alla i slutändan beskriver samma sak (till exempel en viss samling av materia). En topp kan vara en botten, en botten kan vara en topp, och precis som i en fraktal kan mönstren på en nivå likna dem på en annan.

## Andra betydelser
David Spangler använder termen i en annan betydelse: "I en hierarki kan deltagare jämföras och utvärderas på basis av position, rank, relativ makt, rang och liknande. Men i en holarki kommer varje persons värde från hans eller hennes individualitet och särprägel och förmåga att samarbeta och interagera med andra för att göra frukterna av den särprägeln tillgängliga."